# Chaetopteroplia segetum
| |                                             |
| Abb. 1: Weibchen | Abb. 2: Seitenansicht                       |
| |                                             |
| Abb. 3: Hinterschiene von unten                                                                                                 | Abb. 4: Elytrenrand der rechten Flügeldecke |
| |                                             |
| Abb. 5: Krallen der rechten Seite I am Vorderbein, oben Männchen, darunter Weibchen II am mittleren Beinpaar, III am Hinterbein |                                             |

Chaetopteroplia segetum (auch Getreidelaubkäfer) ist ein Käfer aus der Familie der Rutelidae, die zu der Überfamilie der Blatthornkäfer gehört. Die Art ist in Europa mit sechs Unterarten vertreten, von denen in Mitteleuropa nur die Nominatform Chaeteroplia segetum segetum vorkommt. Die Art wurde früher zu der Gattung Anisoplia gestellt, von dieser aber wegen sexualmorphologischer Merkmale (asymmetrische Parameren) abgetrennt.

## Bemerkungen zum Namen
Der Käfer wurde erstmals 1783 von Herbst unter dem Namen Melolontha segetum beschrieben. Die Beschreibung beginnt mit den Worten Dieser sitzt am häufigsten auf den Kornähren und wird deshalb auch hier zu Lande Getreidewurm genannt. Dies erklärt den Artnamen segetum (lat. „der Saaten“).
Der Gattungsname Chaetopteroplia geht auf Medvedev 1949 zurück. Er besagt, dass die Flügeldecken mit Borsten besetzt sind (altgr. χαίτη chāīte „Borste“ und πτερόν pterón „Flügel“, Abb. 4).

## Merkmale des Käfers
Der neun bis dreizehn Millimeter große Körper ist breit oval. Die Oberseite ist dicht und lang weißgrau oder gelblich behaart, auf den Flügeldecken ist die Behaarung schwächer. Kopf, Halsschild und Schildchen sind schwärzlich grün bis rein schwarz, die Flügeldecken bräunlich.
Männchen und Weibchen unterscheiden sich in einer Reihe von Merkmalen. Die Männchen tragen einen Kinnbart, die Fühlerfächer sind länger, und die innere Vorderklaue ist verdickt (Abb. 5 I). Bei den Weibchen sind die Flügeldecken blasser gefärbt und weisen am Seitenrand eine Schwiele auf. Außerdem ist bei ihnen das Schildchen in einen dunklen Fleck eingebettet (Abb. 1).
Der Kopf ist nach vorn gerichtet. Die Stirn ist dicht punktiert. Der runzelige Kopfschild ist schnauzenartig verlängert, vor der Spitze abgeschnürt und aufgebogen. Er verdeckt in Aufsicht die Mundwerkzeuge. Die Fühler sind neungliedrig, der Fühlerfächer besteht aus drei frei gegeneinander beweglichen Blättern.
Der Halsschild ist schmaler als die Flügeldecken, gewölbt und ziemlich dicht punktiert. An der Vorderseite ist er häutig gesäumt. An den Seiten ist er beim Männchen weniger, beim Weibchen mehr nach außen gerundet und am Vorderrand etwas schmaler als an der Basis. Seine Hinterecken sind stumpfwinklig und abgerundet. Die Basis ist gerandet.
Das schwarzgrüne Schildchen erscheint wegen der dichten Behaarung weiß.
Die Flügeldecken sind außer rund um das Schildchen und gegen Ende nur spärlich behaart. Der Außenrand trägt eine Reihe von langen, abstehenden Borsten (Abb. 4), denen die Gattung den Namen verdankt. Sie entspringen einem tiefen Punkt, neben dem sich ein Körnchen befindet. Auf den Flügeldecken verlaufen undeutliche Rippen.
Die Vorderhüften sind nahe dem Vorderrand quer gekielt. Die Vorderschienen tragen am Ende außen zwei Zähne, auf der Innenseite einen beweglichen Dorn. Dieser steht beim Männchen gegenüber dem hinteren Außenzahn, beim Weibchen davor. Mittel- und Hinterschienen tragen am Ende zwei einander genäherte Dorne, die Tarsen sind daneben, nicht dazwischen, eingelenkt (Abb. 3). Die Tarsen sind fünfgliedrig. Die Klauen sind verschieden lang, die beim mittleren und hinteren Beinpaar außen liegende und entsprechend beim Vorderbein innen liegende Klaue ist viel kräftiger, flach, beweglich und im äußeren Drittel ansatzweise zur zweiten Klaue hin gespalten, die zweite Klaue kürzer und deutlich schmaler (Abb. 5).
Die Unterseite ist dicht hellgrau bis weiß lang und weich behaart. (Abb. 1).

## Biologie
Die Entwicklung ist zweijährig. Die Larven leben im Boden und fressen Gras- und andere Wurzeln, die adulten Tiere erscheinen von April bis Juli, in wärmeren Ländern April bis Juni. Sie befressen die Blüten, später die milchreifen Körner von Grasarten, aber auch beispielsweise Blüten an Obstbäumen und können dabei auch schädlich werden.

## Verbreitung
Die Nominatform der Art ist rechts der Elbe stellenweise häufig, links der Elbe selten und gebietsweise fehlend. Die Art erstreckt sich in Zentral-, Ost- und Südosteuropa von Frankreich über Griechenland, und Kleinasien bis Syrien, nördlich davon bis Sibirien. Sie fehlt in Nordeuropa, Großbritannien, der Iberischen und der Apenninhalbinsel. Das Zentrum der Ausbreitung der wärmeliebenden Art liegt in niederen Lagen Zentraleuropas.